# Gianni De Biasi
Giovanni "Gianni" De Biasi (Sarmede, 16 de junho de 1956) é um ex-futebolista e treinador de futebol italiano.

## Carreira como jogador
Tendo atuado como meio-campista, De Biasi começou sua carreira profissional no Treviso. Entre 1975 e 1976, foi para a Internazionale; embora fizesse parte da primeira equipe, nunca chegou a jogar uma partida com a camisa nerazzurra e foi cedido à Reggiana em 1976 e ao recém ascendido à Série A Pescara um ano depois. Em 1977 foi cedido ao Brescia como parte doa transferência de Evaristo Beccalossi à Internazionale.
De Biasi jogou no Brescia por cinco temporadas, só uma delas na Série A. Em 1983 assinou com o Palermo, mas deixou o clube depois da falência do clube siciliano em 1986. Após isto jogou uma temporada no Vicenza e dois no Treviso na Série C2. Retirou-se do futebol profissional em 1990, após uma temporada na Série D com o Bassano Virtus.

## Carreira como treinador
Ainda em 1990, De Biasi iniciou a carreira de treinador nas categorias de base do Bassano Virtus; e ao ano seguinte, passou aos juvenis do Vicenza. Em 1992 fez sua estreia como treinador de uma primeira equipa no FC Pró Vasto da Série C2; depois disto esteve três temporadas no Carpi FC 1909. Em 1996, De Biasi passou a ser o treinador do Cosenza Calcio na Série B, mas foi despedido no dia de Natal. Depois esteve dois anos à frente do SPAL 1907.
Seleção de Albânia
Em 14 de dezembro de 2011, foi anunciado como novo selecionador da Selecção de futebol de Albânia. Chegou a um acordo  com a Federação do país balcânico por um período de dois anos. Em outubro de 2013 renovou seu contrato por mais dois anos.Conseguiu um fato histórico, a classificação para a Eurocopa 2016, o que permitir-lhe-á participar pela primeira vez numa fase final de um grande torneio internacional.

## Títulos

### Como jogador
Palermo
- Lega Pro Prima Divisione: 1984-85

### Como treinador
SPAL
- Coppa Italia Lega Pro: 1997-98
- Lega Pro Seconda Divisione: 1997-98

Modena
- Lega Pro: 2000-01
- Supercoppa di Lega Pro: 2001